# Zbrodnia w Wygrance
Zbrodnia w Wygrance – zbrodnia dokonana 11 lipca 1943 przez oddział UPA z grupy „Piwnicz” oraz okoliczną ludność ukraińską na Polakach podczas rzezi wołyńskiej. Miejscem zbrodni była kolonia Wygranka, położona w powiecie włodzimierskim województwa wołyńskiego. Według szacunków Władysława i Ewy Siemaszków zamordowano około 150 Polaków.
Wygranka była polską kolonią liczącą 56 gospodarstw, gdzie mieszkało 300 Polaków i 5 rodzin ukraińskich. Część jej mieszkańców spodziewając się napadu, nocowała poza domem w różnych kryjówkach.
11 lipca w godzinach 2.30-3.00 oddziały UPA podjęły szeroko zakrojoną akcję eksterminacji Polaków w powiecie włodzimierskim. Zaatakowano Gurów, Wygrankę, Żdżary, Zabłoćce, Sądową, Nowiny, Zagaje, Poryck, Oleń, Orzeszyn, Romanówkę, Lachów, Gucin i inne miejscowości zamieszkane przez Polaków.
Około godziny 3 nad ranem mieszkańcy Wygranki usłyszeli strzały. Początkowo sądzono, że jest to łapanka na roboty do Niemiec. O tym że jest to napad UPA, zorientowano się po przybyciu do kolonii uciekinierów z zaatakowanego wcześniej Gurowa, ściganych przez Ukraińców. Część Polaków z Wygranki rzuciła się wraz z nimi do ucieczki, część ukryła się w różnych miejscach, wielu pozostało w domach, gdzie byli mordowani przez upowców i chłopów ukraińskich z Gurowa i Wygranki. Polaków zabijano przy użyciu siekier, wideł i innych ostrych narzędzi, do uciekających strzelano.
Polacy, którym udało się uciec z rzezi, przedostali się do Sokala położonego w Generalnym Gubernatorstwie. Na drugi dzień po zbrodni do Wygranki przybyli Niemcy, którzy wykonali zdjęcia ofiar i odjechali. Następnego dnia opustoszałe domy w kolonii zostały spalone przez UPA.